# Amerikanska Jungfruöarna i olympiska vinterspelen 1992
Amerikanska Jungfruöarna deltog i olympiska vinterspelen 1992. Amerikanska Jungfruöarnas trupp bestod av tolv idrottare varav tio var män och två var kvinnor. Den äldsta i Amerikanska Jungfruöarnas trupp var Michael Juhlin (46 år, 125 dagar) och den yngsta var Seba Johnson (18 år, 294 dagar).

## Resultat

### Alpin skidåkning
- Super-G herrar
  - John Campbell - 74
- Storslalom herrar
  - John Campbell - 62
- Slalom herrar
  - John Campbell - ?
- Storslalom damer
  - Seba Johnson - 37
- Slalom damer
  - Seba Johnson - 37

### Bob
- Två-manna herrar
  - Sven Petersen & Bill Neill - 44
  - Daniel Burgner & David Entwistle - 45
- Fyr-manna
  - Sven Petersen, Michael Juhlin, James Withey & Paul Zar - 29
  - Daniel Burgner, Ernest Mathias,  David Entwistle &  Bill Neill - ?

### Rodel
- Singel herrar
  - Kyle Heikkila - 29
- Singel damer
  - Anne Abernathy - 23